# Vladimir Kadisjevski

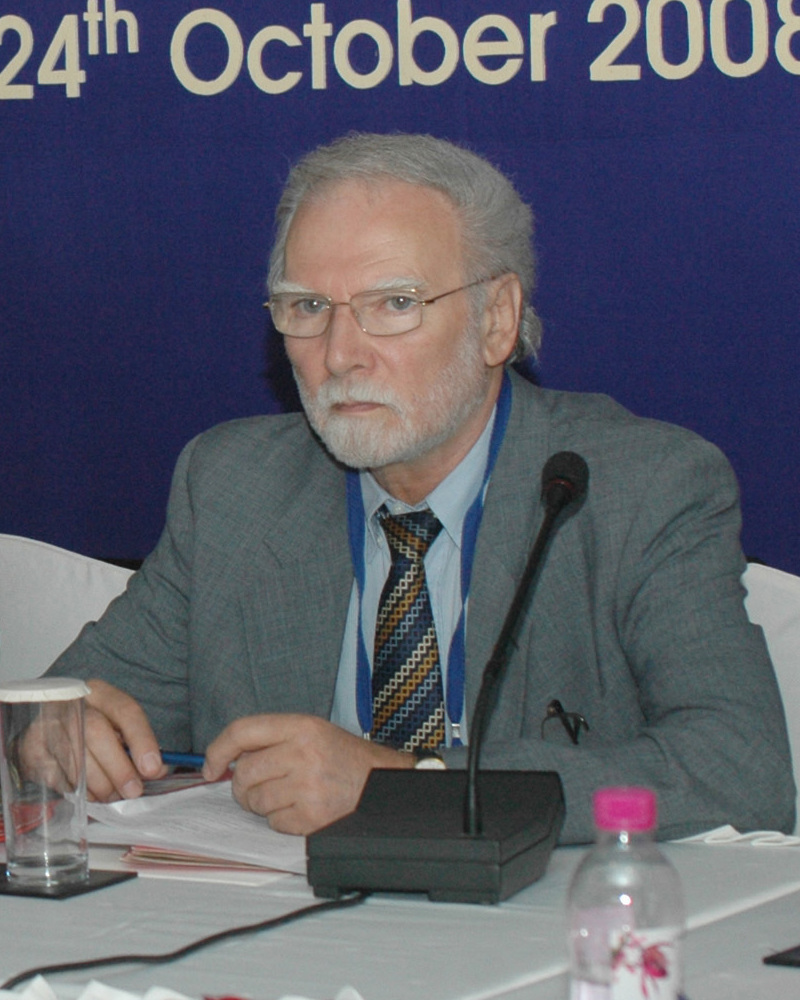
Portret van Kadisjevski in 2008

Vladimir Georgijevitsj Kadisjevski (Russisch: Владимир Георгиевич Кадышевский) (Moskou, 5 mei 1937 – Doebna, 24 september 2014) was een Russische theoretisch natuurkundige.

## Biografie
Kadisjevski ging van 1946 tot 1954 naar de Soevorov-academie, een militaire eliteschool in Moskou, alvorens hij natuurkunde ging studeren aan de Staatsuniversiteit van Moskou. Daar studeerde hij in 1960 af en vervolgde zijn postdoctorale  studie onder Nikolay Bogolyubov. Nadat hij in 1962 zijn proefschrift succesvol verdedigde ging Kadisjevski werken bij het laboratorium voor theoretische fysica van het Gezamenlijk Instituut voor Kernonderzoek (Engels: Joint Institute for Nuclear Research, JINR) 
In 1977 en 1978 leidde Kadisjevski de groep Sovjet-fysici die bij Fermilab werkte. Van 1983 tot en met 1985 was hij de leider van het JINR-programma van het DELPHI-experiment op de LEP-collider van CERN. Kadisjevski was directeur van het laboratorium voor theoretische fysica van 1987 tot 1992 en directeur van JINR van 1992 tot 2005.
- Gemeinsame Normdatei: 1261926919
- International Standard Name Identifier: 0000 0000 3484 7286
- Library of Congress Control Number: n2004003641
- Nationale Bibliotheek van Tsjechië: xx0049741
- Virtual International Authority File: 11692403
- WorldCat: E39PBJfGXHW9dw9fc7BYDcbWXd